# Aldo Serena
Aldo Serena (* 25. Juni 1960 in Montebelluna (TV)) ist ein ehemaliger italienischer Fußballspieler.
Während seiner aktiven Laufbahn spielte er als Stürmer und war vor allem für seine Kopfballstärke bekannt. Heute arbeitet Serena als Fernsehkommentator für Mediaset.

## Karriere

### Im Verein
Aldo Serena begann seine Karriere beim Verein seiner Heimatstadt, Montebelluna, danach spielte er für Inter Mailand, Como Calcio, die AS Bari, die AC Mailand, Juventus Turin und Torino Calcio.
Serena gehörte zur Inter dei record-Mannschaft, die in der Saison 1988/89 unter Giovanni Trapattoni den Scudetto gewann, und wurde in dieser Spielzeit mit 22 Toren Torschützenkönig der Serie A.

### In der Nationalmannschaft
Aldo Serena spielte 1984 für Italien bei den Olympischen Sommerspielen 1984, wo Italien Vierter wurde.  Aldo Serena feierte sein Debüt in der Nationalmannschaft am 8. Dezember 1984 beim 2:0 gegen Polen und nahm mit Italien an der Weltmeisterschaft 1986 in Mexiko teil. Vor allem in den Jahren 1989 und 1990 war er Stammkraft in der Squadra Azzurra und war auch bei der WM 1990 im eigenen Land mit von der Partie. Beim Elfmeterschießen im Halbfinale gegen Argentinien verschoss er den entscheidenden Strafstoß, danach spielte er nur noch drei Partien in der Nationalmannschaft, die letzte am 22. Dezember 1990 gegen Zypern. Insgesamt absolvierte er 23 Länderspiele für Italien und erzielte dabei fünf Tore.

## Erfolge
- Italienische Meisterschaft:
  - 1985/86 mit Juventus Turin
  - 1988/89 mit Inter Mailand
  - 1991/92 und 1992/93 mit dem AC Mailand
- Italienischer Supercup:
  - 1989 mit Inter Mailand
- Weltpokal:
  - 1985 mit Juventus Turin
- UEFA-Pokal
  - 1990/91 mit Inter Mailand
- Torschützenkönig der Serie A:
  - 1988/89 mit Inter Mailand